# Sobór Trójcy Świętej w Pskowie
Sobór Trójcy Świętej – prawosławny sobór katedralny w Pskowie, katedra eparchii pskowskiej.
Według podania miejsce pod budowę soboru zostało wskazane osobiście przez księżnę kijowską Olgę; wzniesiono wówczas pierwszą, drewnianą katedrę Trójcy Świętej w Pskowie. W XII w. na jego miejscu powstał nowy sobór, tym razem zbudowany z kamienia; pracami kierowali budowniczowie ze Smoleńska. W średniowiecznym Pskowie sobór położony był przy głównym placu w mieście. W ołtarzu świątyni przechowywany był miecz księcia pskowskiego Dowmunta-Tymoteusza, który każdorazowo wręczany był nowym książętom pskowskim w momencie wstępowania na tron. W soborze odbywały się również pochówki zmarłych władców księstwa pskowskiego oraz miejscowych biskupów.
Nowa kamienna świątynia na miejscu dwunastowiecznego soboru została wzniesiona w 1365 przez miejscowych twórców. Była to świątynia trójkopułowa, z trzema ołtarzami. Ściany świątyni pokrywały freski. Również i ten obiekt nie przetrwał – na jego miejscu wzniesiono nową cerkiew w latach 1682–1699. O ile jej twórcy posłużyli się dawnymi fundamentami, wygląd zewnętrzny cerkwi uległ znacznym zmianom. Nowy sobór osiągnął łączną wysokość 72 metrów, został zbudowany na planie kwadratu i zwieńczony pięcioma kopułami. Całość wspiera się na sześciu filarach. Sobór naśladuje tym samym siedemnastowieczną architekturę sakralną Moskwy. Część grzebalną, z nagrobkami książąt i biskupów, zachowano i wkomponowano w nową konstrukcję cerkwi. W XVIII w. w sąsiedztwie soboru wzniesiono dzwonnicę, zaś w 1836 – sobór Zwiastowania w stylu klasycystycznym. Obiekt ten został wysadzony w powietrze w 1933. W tym okresie sobór Trójcy Świętej także był nieczynny – został zamknięty pod koniec lat 20. XX wieku i zamieniony w muzeum religii i ateizmu. Nabożeństwa w obiekcie zostały wznowione w 1941 przez kapłanów z Pskowskiej Misji Prawosławnej.
We wnętrzu świątyni zachował się siedemnastowieczny złocony ikonostas, złożony z sześciu rzędów ikon i zwieńczony wyobrażeniem Ukrzyżowania. Dwa najwyższe rzędy oraz krucyfiks zostały dołączone do starszej kompozycji już w połowie XVIII w..
Według tradycji w soborze pochowany został jurodiwy Nikołaj Salos, który według legendy uratował Psków przed zniszczeniem przez rozgniewanego Iwana Groźnego.

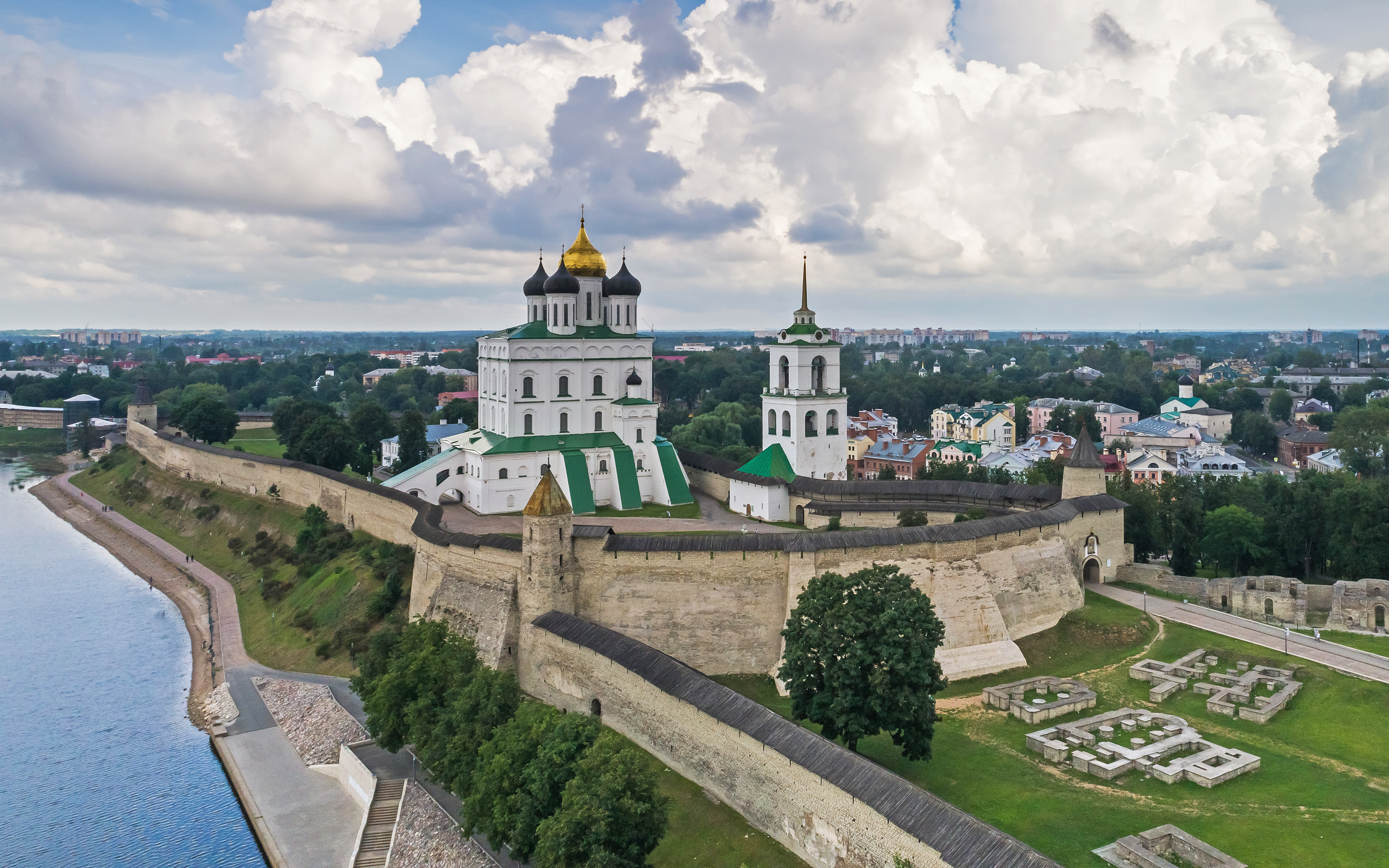
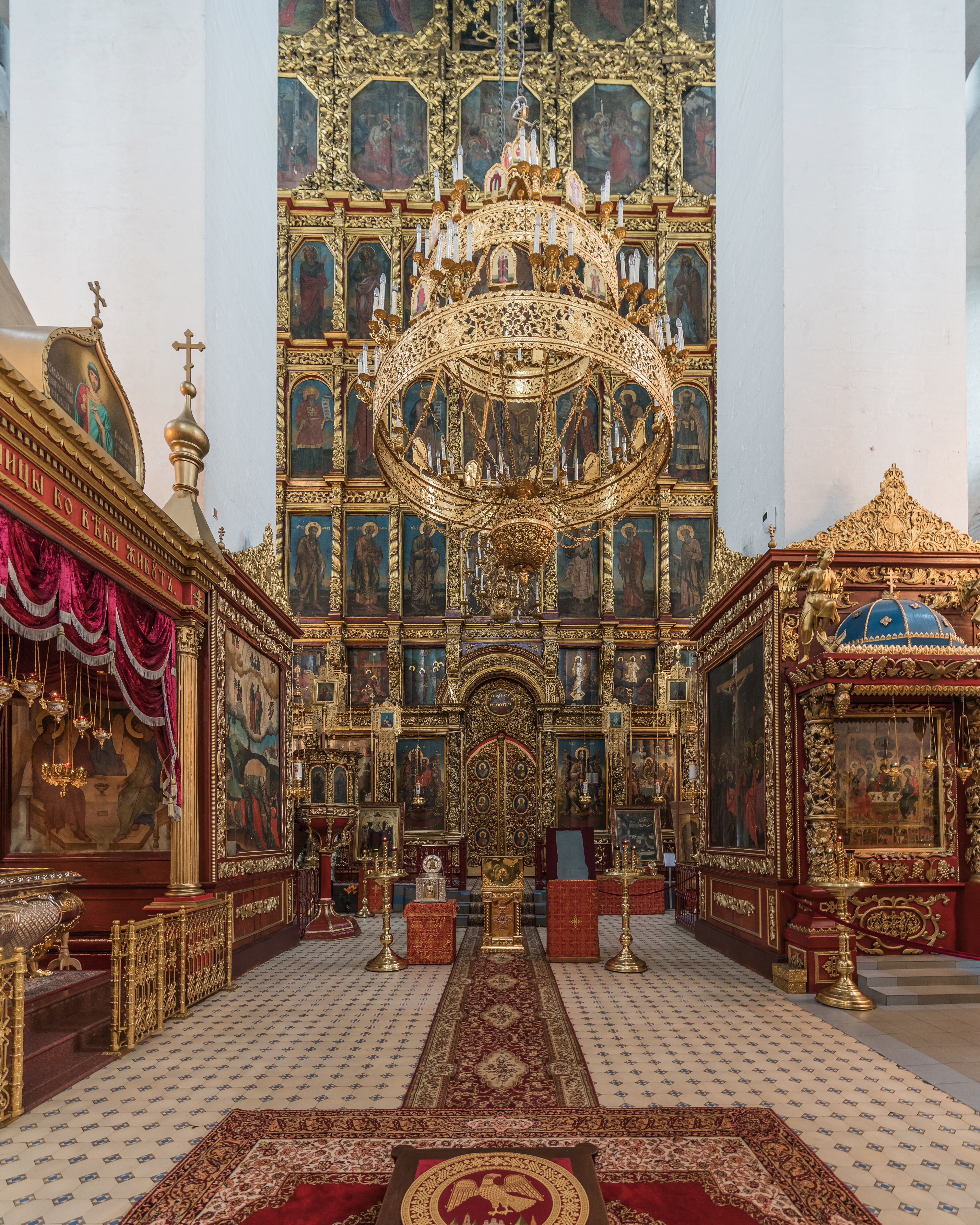